# ماكسيم جيونست
ماكسيم جيونست (6 أغسطس 1992 في بلجيكا - ) هو لاعب كرة قدم بلجيكي في مركز الدفاع. لعب مع إف سي آيندهوفن ونادي كلوب بروج وS.C. Eendracht Aalst ‏.

## روابط خارجية
- ماكسيم جيونست على موقع قاعدة بيانات كرة القدم.إي يو (الإنجليزية)
- ماكسيم جيونست على موقع Soccerway.com (الإنجليزية)
- ماكسيم جيونست على موقع عالم كرة القدم.نت (الإنجليزية)